# Damian Peach
Pour les articles homonymes, voir Peach.
Damain Peach, né en 1978, est un ingénieur en électronique britannique de Selsey, dans le Sussex de l'Ouest (Royaume-Uni), essentiellement connu en tant qu'astronome amateur et astrophotographe. Il est récipiendaire en 2018 du prix Leslie-C.-Peltier de l'Astronomical League.
L'astéroïde (26732) Damianpeach porte son nom.